# 로선데일

로선데일의 위치

로선데일(영어: Rossendale)은 잉글랜드 랭커셔주에 위치한 비도시 자치구로 중심 도시는 베이컵이며 인구는 69,168명(2014년 기준), 면적은 138.0km2이다.